# Soyuz TMA-7
Soyuz TMA-7 fue una misión Soyuz (en ruso Союз ТМА-7) a la Estación Espacial Internacional lanzada por un cohete Soyuz FG desde la plataforma Gagarin del Cosmódromo de Baikonur a las 03:55 UTC  del  1 de octubre de 2005. Transportó al astronauta William McArthur, al cosmonauta Valeri Tokarev, ambos integrantes de la Expedición 12, y al tercer turista espacial, Gregory Olsen.
Olen, empresario estadounidense, permaneció ocho días a bordo de la Estación Espacial Internacional y retornó a la Tierra con la misión Soyuz TMA-6, junto con los miembros de la Expedición 11, que concluían su tiempo de permanencia en la estación.  McArthur y Tokarev retornaron de la misión seis meses después en compañía de Marcos Pontes, el primer brasileño en el espacio, que subió en una misión posterior, la TMA-8.

## Tripulación

#### Tripulación lanzada en la Soyuz TMA-7 (1 de octubre de 2005)
- William McArthur
- Valeri Tokarev
- Gregory Olsen

#### Tripulación retornada en la Soyuz TMA-7 (8 de abril de 2006)
- William McArthur
- Valeri Tokarev
- Marcos Pontes

## Atraque con la ISS
- Atraque con la ISS: 3 de octubre de 2005, 05:27 UTC (al módulo Pirs)[5]
- Desatraque con la ISS:18 de noviembre de 2005, 08:46 UTC (desde módulo Pirs)
- Atraque con la ISS:18 de noviembre de 2005, 09:05 UTC (al puerto nadir de Zaryá)
- Desatraque con la ISS: 20 de marzo de 2006, 06:49 UTC (desde puerto nadir de Zaryá)
- Atraque con la ISS: 20 de marzo de 2006, 07:11 UTC (to aft port of Zvezda)
- Desatraque con la ISS: 8 de abril de 2006, 20:28 UTC (from aft port of Zvezda)

## Misión

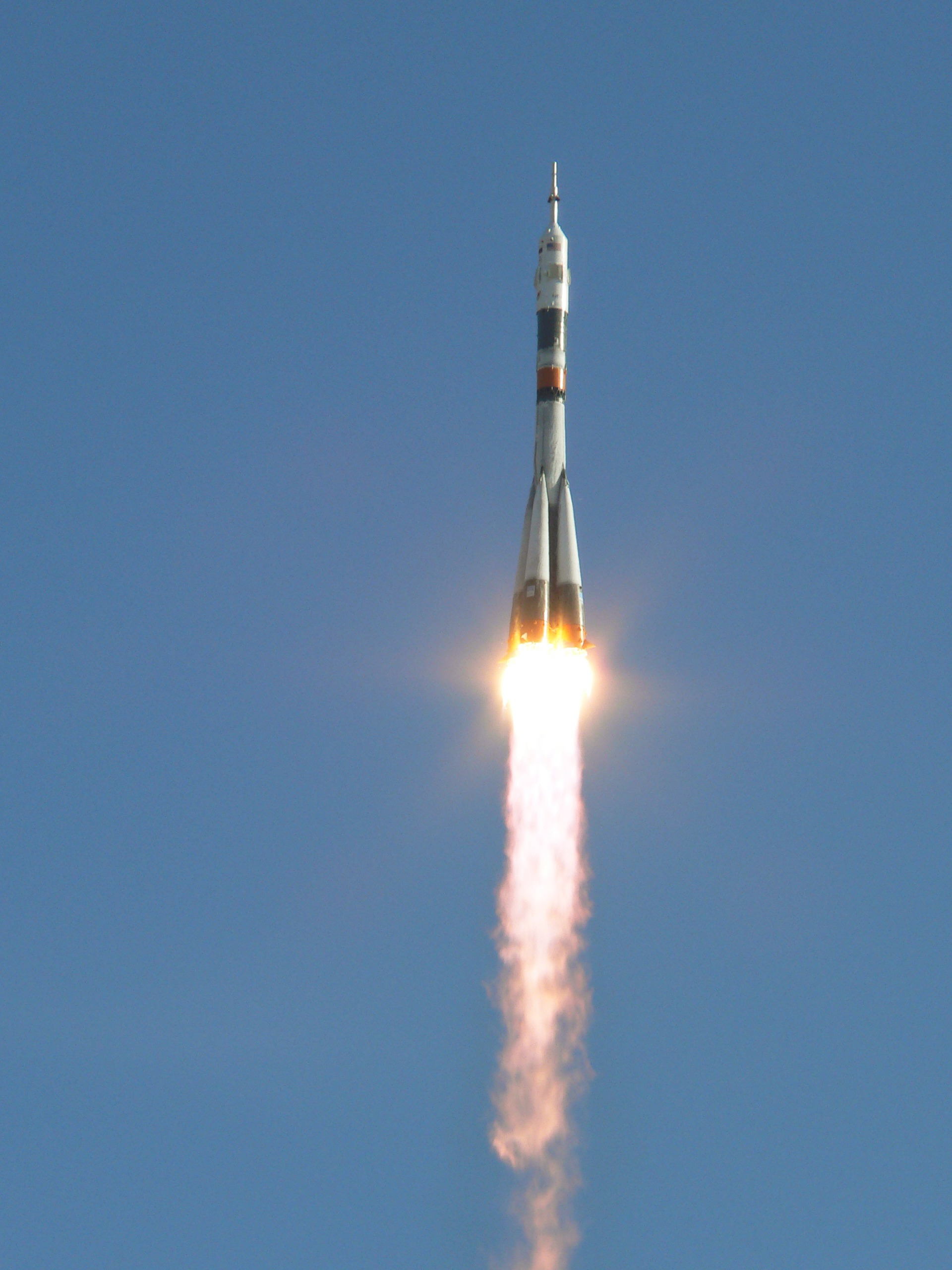
Lanzamiento de la Soyuz TMA-7 desde el cosmódromo de Baikonur, Kazajstán, con el comandante de la Expedición 12 William S. McArthur, Jr., el ingeniero de vuelo y comandante de la Soyuz Valery I. Tokarev y el participante del vuelo espacial estadounidense Gregory Olsen a bordo.

La TMA-8 llevaba dos miembros de la Expedición 12, que sustituyeron la os astronautas John Phillips y Sergei Krikalev, de la misión anterior. 
El último miembro de la expedición, siempre compuesta de tres tripulantes, el alemán Thomas Reiter, no partió desde Cabo Cañaveral hasta julio de 2006, en la misión STS-121 del autobús espacial, debido a retrasos técnicos y condiciones meteorológicas adversas solo pudo participar efectivamente de la Expedición 13.
Este fue el último vuelo que cumplió el acuerdo firmado en 1996 entre Rusia y Estados Unidos, que exigía de Rusia la realización de 11 misiones de las Soyuz para transportar astronautas hasta la estación, equilibrando el número de viajes con los estadounidenses.
Después de la reentrada, cuando el paracaídas-piloto fue accionado a 10 km de altura el paracaídas principal tardó un poco en abrirse, lo que causó una cierta preocupación entre la tripulación. Si el paracaídas se hubiera demorado más para ser accionado habría resultado fatal. Finalmente la cápsula consiguió  aterrizar con la tripulación intacta a 50 kilómetros de Arkalyk.